# Слабый изоспин
Слабый изоспин в теоретической физике соответствует идее изоспина для сильного взаимодействия, но применённой для слабого взаимодействия. Обычно обозначается T или IW.
Лептоны не подвержены сильному взаимодействию и поэтому не имеют определённого изоспина. Но в то время как изоспин создаёт адронные мультиплеты частиц, которые неразличимы при сильном взаимодействии, все элементарные фермионы можно сгруппировать в мультиплеты, которые будут вести себя так же при слабом взаимодействии. Например, при распаде кварков кварки с зарядом ±⅔ (u, c, t) всегда порождают кварки с зарядом ∓⅓ (d, s, b) и наоборот. С другой стороны, кварк при распаде никогда не превращается в кварк того же типа. Нечто похожее происходит и с лептонами, которых можно поделить на две группы: заряженные лептоны и нейтрино.
Итак, фундаментальные фермионы группируются в пары частиц, которые одинаково ведут себя при слабом взаимодействии и отличаются от других пар своими массами (то есть принадлежат различным поколениям материи). Это значит, что все фундаментальные фермионы (и на самом деле все фермионы) имеют слабый изоспин T = 1/2.
Как и в случае изоспина, члены одной пары отличаются друг от друга третьей компонентой слабого изоспина (Tz). Фермионы типа «u» (u, c, t кварки и нейтрино) имеют Tz = +1/2, а фермионы типа «d» (d, s, b кварки и заряженные лептоны) имеют Tz = −1/2.
Также существует закон сохранения слабого изоспина: при любом слабом взаимодействии слабый изоспин сохраняется.

## Слабый изоспин и W-бозоны
Со спином связана SU(2)-симметрия. Это подразумевает, что W-бозоны имеют T = 1 с тремя различными значениями Tz.
- Бозон W+ (Tz = +1) регулирует переходы {(Tz = +½) → (Tz = −½)},
- Бозон W− (Tz = −1) испускается при переходах {(Tz = −½) → (Tz = +½)}.
- Калибровочный бозон W0 (Tz = 0) регулировал бы переходы, в которых не меняется ни Tz, ни заряд. (Однако бозон W0 смешивается с электромагнитным калибровочным бозоном В, и вместо W0 мы видим бозон Z, а вместо B мы наблюдаем фотон).